# Сайгатка (река, впадает в Воткинское водохранилище)
Сайгатка — река в России, протекает в Пермском крае. Впадает по левому берегу в Воткинское водохранилище (Сайгатский залив) на Каме. Устье находится на территории города Чайковского. Длина реки составляет 36 км, площадь водосборного бассейна — 341 км².
Начало реки на границе с Еловским районом, река образуется слиянием небольших рек Малая Сайгатка и Кармозинка. Течёт на юго-запад, в низовьях поворачивает на северо-запад. Притоки — Аманеевка, Засечная, Боровая, Карша, Чумна, Малая, Душегубка, Букорок, Становушка (левые); Савинская, Мартьяниха, Шурчиловка, Опарка, Карша (правые). Большая часть течения проходит по ненаселённому лесному массиву, в среднем течении река протекает посёлок Засечный.
На последних километрах из-за подпора Воткинского водохранилища образует широкий Сайгатский залив. В месте его слияния с основной частью водохранилища стоит город Чайковский.

## Данные водного реестра
По данным государственного водного реестра России относится к Камскому бассейновому округу, водохозяйственный участок реки — Кама от Камского гидроузла до Воткинского гидроузла, речной подбассейн реки — бассейны притоков Камы до впадения Белой. Речной бассейн реки — Кама.
Код объекта в государственном водном реестре — 10010101012111100015261.